# San Francisco de Milagro
San Francisco de Milagro, appelée communément Milagro, est une ville d'Équateur dans la province du Guayas, chef-lieu du canton de Milagro, située à 46 km à l'est de Guayaquil. Sa population s'élevait à 133 508 habitants en 2010. Elle a été fondée en 1786. C'est le principal centre de production de canne à sucre du pays.